# Trixi Schuba
Trixi Schuba (* 15. April 1951 als Beatrix Schuba in Wien) ist eine ehemalige österreichische Eiskunstläuferin, die im Einzellauf startete. Sie ist die Olympiasiegerin von 1972, die Weltmeisterin von 1971 und 1972 und die Europameisterin von 1971 und 1972. Ihren Taufnamen Beatrix ließ die Wienerin Mitte der 1980er Jahre in „Trixi“ ändern und führt diesen Namen seitdem in allen offiziellen Dokumenten.

## Werdegang

### Aktive Jahre
Schon im Alter von vier Jahren stand Beatrix Schuba erstmals auf Schlittschuhen. Ihre Eltern Ernst und Berta Schuba führten ein Holzgeschäft im 1. Wiener Bezirk. Bereits im Alter von elf Jahren verlor sie ihren Vater und half früh im Geschäft der verwitweten Mutter mit. Hier arbeitete sie nach erfolgreichem Abschluss der Handelsschule nachmittags als Buchhalterin, da sie am Vormittag Eiskunstlauf trainierte.
Von 1967 bis 1972 wurde Schuba österreichische Meisterin im Eiskunstlauf der Damen. Im gleichen Zeitraum nahm sie an Europameisterschaften und Weltmeisterschaften teil. Bei Europameisterschaften landete sie mit Ausnahme ihrer ersten Teilnahme, 1967 in Ljubljana, wo sie Fünfte wurde, immer auf dem Siegespodest. 1968 und 1969 gewann sie hinter Hana Mašková und Gabriele Seyfert die Bronzemedaille. 1970 wurde sie hinter Seyfert Vize-Europameisterin und 1971 in Zürich und 1972 in Göteborg, nach dem Rücktritt Seyferts, jeweils Europameisterin. Bei Weltmeisterschaften wurde sie nach einem neunten Platz 1967 und einem vierten Platz 1968 in den Jahren 1969 und 1970 Vize-Weltmeisterin hinter Gabriele Seyfert. Nach dem Rücktritt der DDR-Läuferin Seyfert gewann sie 1971 in Lyon und 1972 in Calgary die Goldmedaille. Schuba vertrat Österreich bei zwei Olympischen Spielen: 1968 in Grenoble belegte sie den fünften Platz und 1972 in Sapporo wurde sie Olympiasiegerin. In diesem Jahr gewann die Wienerin die einzige Goldmedaille bei Olympischen Spielen für Österreich. Schuba war eine ausgesprochen starke Pflichtfigurenläuferin, aber nur eine durchschnittliche Kürläuferin. Aufgrund der hohen Gewichtung der Pflichtfiguren zu jener Zeit im Endresultat konnte sie dies jedoch wieder ausgleichen. Sie wurde von Leopold Linhart trainiert.
Für ihre Goldmedaille in Sapporo wurde sie am 21. Dezember 1972 zu Österreichs Sportlerin des Jahres gewählt. Die Ehrung erfolgte beim «17. Sportpressefest» am 13. Juni 1973 im Rahmen des Fußballländerspiels Österreich gegen Brasilien.

Der Gewinn ihrer Goldmedaille stand nicht nur im Schatten des vor den Spielen erfolgten Ausschlusses von Karl Schranz. Dies hatte offensichtlich viele österreichische Fans dazu veranlasst, Schuba (und auch andere wie vor allem Annemarie Pröll) in beleidigenden Briefen mit Worten wie «Verräterin» zu desavouieren; wegen des aus deren Sicht großen Unrechts gegenüber Schranz und dass sie sich nicht solidarisch erklärt und auf den Start verzichtet habe. In ihrer Heimatstadt Wien war bei der Rückkehr aus Sapporo kein Empfang für die Eiskunstläuferin geplant worden, weshalb Linz kurzfristig einsprang.

### Nach der aktiven Zeit
Schuba ging nach ihrem Olympiasieg 1972 und vor der Einführung des Kurzprogramms, was ihre Chancen gemindert hätte, erst zur amerikanischen Eisrevue Ice Follies, dann zu Holiday on Ice. Sechs Jahre lang war sie mit der Eisrevue in Nord- und Südamerika, Europa und Israel unterwegs.
Nach dem Ende ihrer Profikarriere arbeitete Schuba von 1979 bis 2015 als Angestellte der Wiener Städtischen Versicherung (inzwischen Vienna Insurance Group), wo sie u. a. Diplomaten und Beschäftigte der UNO-City Wien betreute. 1996 erhielt sie das Goldene Ehrenzeichen für Verdienste um die Republik Österreich. Schuba war von 2002 bis 2006 Präsidentin des Österreichischen Eiskunstlaufverbandes und von 2004 bis 2009 auch Mitglied des Österreichischen Olympischen Comités. Für die Bewerbung Salzburgs für die Winterspiele 2014 war sie als Olympia-Botschafterin tätig. Sie bemüht sich um die Förderung von Nachwuchstalenten und bedauert das Randsportartdasein, das Eiskunstlaufen in Österreich mittlerweile führt. Trixi Schuba ist seit 2010 Ehrenpräsidentin des Grazer Eislaufvereins. Sie ist seither auch OK-Mitglied der Icechallenge, Europas größter Eiskunstlaufveranstaltung auf dem ISU Kalender in Graz. Schuba war maßgeblich bei der Grazer Weltmeisterschaftsbewerbung für die aufgrund der Naturkatastrophe in Japan 2011 abgesagten Eiskunstlauf-Weltmeisterschaft beteiligt. 2017 wurde Trixi Schuba in Colorado Springs in die Hall of Fame des Eiskunstlaufs aufgenommen. Bei den World Figure & Fancy Championships, Vail, Colorado, ist Trixi Schuba seit 2015 als Kampfrichterin in der Jury tätig.
Seit 2017 unterstützt Trixi Schuba junge, bildende Künstler in Wien im Rahmen ihres Trixis.open.art.club.

## Erfolge
| Wettbewerb / Jahr               | 1967 | 1968 | 1969 | 1970 | 1971 | 1972 |
| ------------------------------- | ---- | ---- | ---- | ---- | ---- | ---- |
| Olympische Winterspiele         |      | 5.   |      |      |      | 1.   |
| Weltmeisterschaften             | 9.   | 4.   | 2.   | 2.   | 1.   | 1.   |
| Europameisterschaften           | 5.   | 3.   | 3.   | 2.   | 1.   | 1.   |
| Österreichische Meisterschaften | 1.   | 1.   | 1.   | 1.   | 1.   | 1.   |

## Auszeichnungen
- 1972: Österreichs Sportler des Jahres
- 2024: ÖOC-Ehrenring[5]

## Publikationen
- 2016 (gemeinsam mit Egon Theiner): Die Kür meines Lebens, EGOTH-Verlag, Wien 2016, ISBN 978-3-902480-15-6.